# Суперінтелект
Суперінтеле́кт, гіперінтелект або надлюдський інтелект — гіпотетичне існування особи, яка володіє інтелектом, що перевершує розумові здібності будь-якої існуючої людини. «Суперінтелект» може також стосуватися конкретної форми або ступеня інтелекту (наприклад, іншопланетний інтелект).
Можливість суперінтелекту найчастіше обговорюється в контексті створення штучного інтелекту. Збільшення природного інтелекту за допомогою генної інженерії або інтерфейсу комп'ютерного мозку — також загальний мотив в художній футурології і науці. Колективний розум також часто розглядається, як шлях до суперінтелекту або навіть як до існуючої реалізації явища.